# História da Armênia
A História da Armênia (português brasileiro) ou Arménia (português europeu) inclui uma sucessão de fatos que vão desde o seu povoamento até à composição política atual. A Armênia foi um império regional com uma cultura rica nos anos que antecederam o século I d.C.
Em 301, a Armênia foi o primeiro estado a adoptar formalmente o cristianismo como religião oficial de estado, doze anos antes de Roma. Oscilou entre diversas dinastias, mas depois de uma sucessão de ocupações (parta, romana, árabe, mongol e persa), a Armênia enfraqueceu substancialmente. Em 1454, o Império Otomano e o Império Safávida dividiram a Armênia entre si.

## Antiguidade

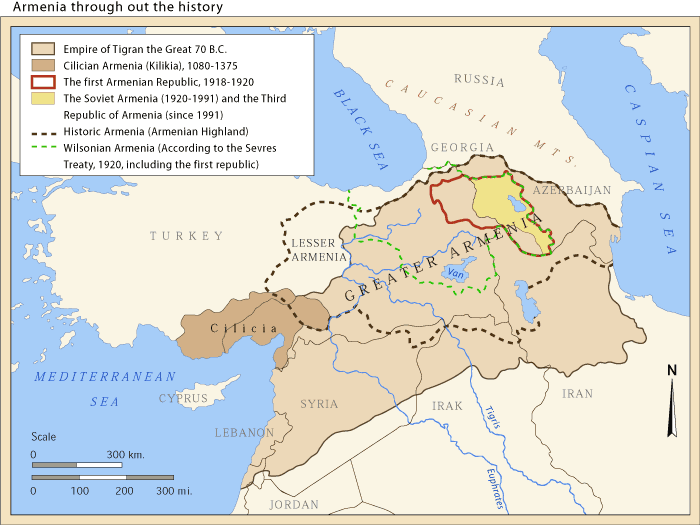
Armênia ao longo da história

A Armênia é povoada desde os tempos pré-históricos e era o suposto local do Jardim do Éden bíblico. O país se localiza no planalto ao entorno da montanha bíblica do Ararate. Segundo a tradição judaico-cristã, foi o local onde a Arca de Noé encalhou após o Dilúvio. As descobertas arqueológicas continuam a confirmar que o planalto armênio foi ocupado por civilizações primitivas e talvez tenha sido aí que surgiu a agricultura e a civilização.[carece de fontes?] De 6 000 a 1 000 a.C., ferramentas como lanças, machados e pequenos artefatos de cobre, bronze e ferro eram comummente produzidos na Armênia e trocados nas terras vizinhas onde esses metais eram menos abundantes.

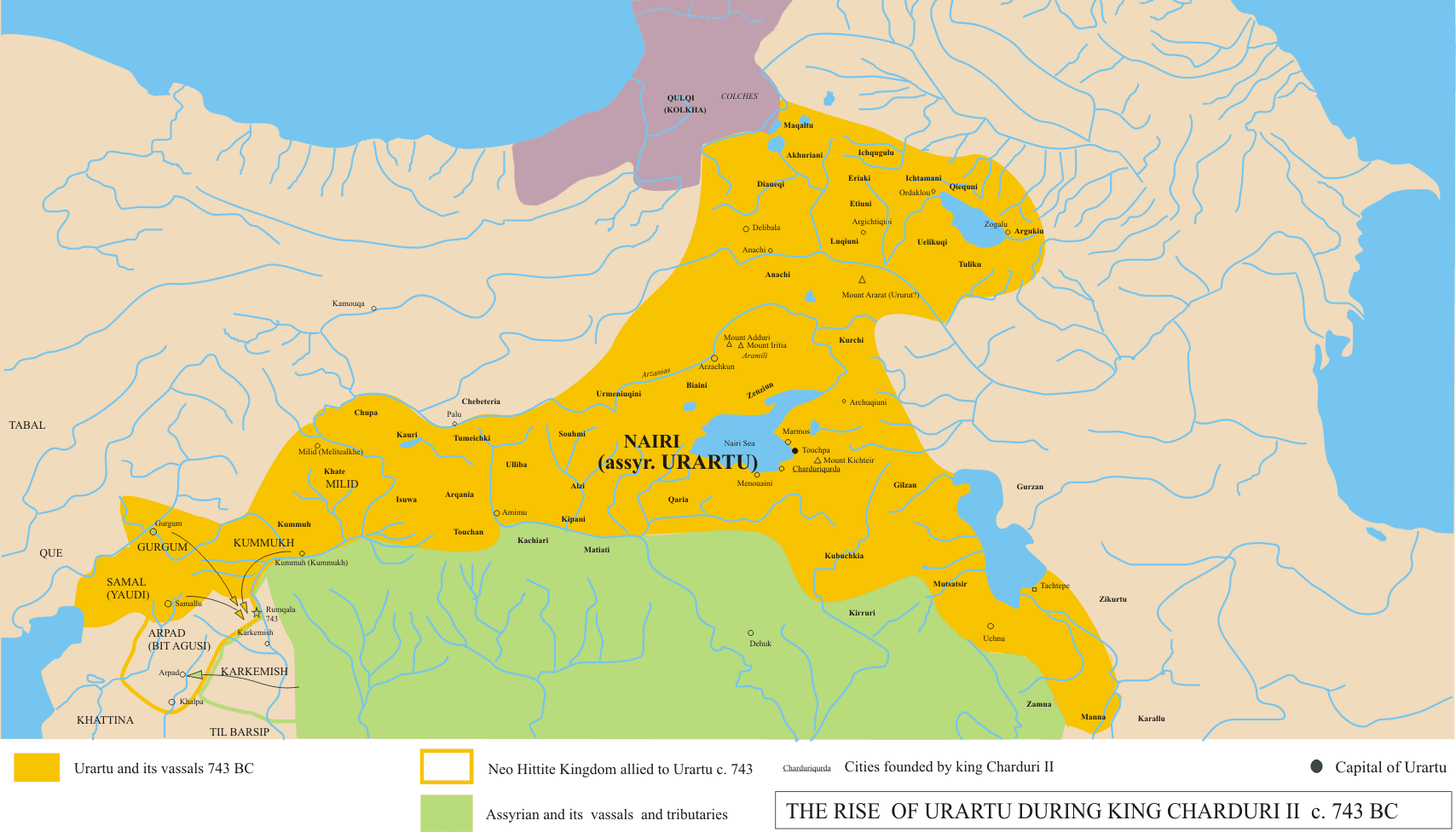
O reino de Urartu

A Armênia é a principal herdeira do lendário país Arata (Ararate), mencionado em inscrições sumérias. Na Idade do Bronze, muitos Estados floresceram na área da Grande Armênia (ou "Armênia histórica"), incluindo o Império Hitita (o mais poderoso), o Mitani (sudoeste da Grande Armênia) e Haiassa-Azi (1500–1200 a.C.). Na época, o povo de Nairi (do século XII ao IX a.C.) e o reino de Urartu (1 000−600 a.C.) sucessivamente estabeleceram suas soberanias no planalto Armênio. Cada uma das tribos nações supracitadas participaram da etnogénese do povo armênio. Modernas teorias admitem a origem dos armênios como oriundos dos Bálcãs, parte das tribos trácio-frígias, que atravessaram o Helesponto no século XVIII a.C. e se instalaram na Ásia Menor. Entraram em contacto com os hititas, guerrearam com eles e foram vencidos pelos cimérios, procedentes das margens do mar Negro. Uma parte dos frígios dirigiu-se para o Oriente e a outra se fixou na região chamada Urartu Erevã, a moderna capital da República da Armênia, foi fundada em 782 a.C. pelo rei urartiano Arguisti I.
Por volta do ano 600 a.C., o reino da Armênia, que existiu sob diversas dinastias até ao ano de 428 d.C. estava estabelecido sob a dinastia orôntida (em armênio/arménio:  Երվանդունիներ). O reino alcançou seu maior tamanho entre 95 e 66 a.C., no reinado de Tigranes, o Grande, tornando-se um dos mais poderosos reinos da região. Ao longo da história, o reino da Armênia gozou de períodos de independência alternados com períodos de submissão aos impérios seus contemporâneos. Devido à sua posição estratégica entre dois continentes, a Armênia, foi invadida por diversos povos, incluindo assírios, gregos, romanos, bizantinos, árabes, mongóis, persas, turcos otomanos e russos.

O Reino da Armênia na sua maior extensão, sob o reinado de Tigranes, o Grande

O primeiro estado a surgir na Armênia foi o reino de Urartu, que nasceu em volta do lago de Vã no século XIII a.C. Depois do reino de Urartu ter sido conquistado pelos Assírios e ter sido dominado pelos Citas no final do século VII a.C.,  o planalto armênio foi invadido por populações indo-europeias que se autodenominavam "Haique" (armênios).
Em 189 a.C., depois da derrota do rei selêucida Antíoco III pelos romanos na Batalha da Magnésia, dois dos seus generais, Artaxias I e Zariadres, fundaram dois reinos com o consentimento de Roma, a Grande Armênia (Armênia) e a Pequena Armênia (Sofena) respectivamente. Em 165 a.C., Artaxias tentou unir, sem sucesso, os dois reinos, tarefa que seria conseguida pelo seu sucessor Tigranes II (95−55 a.C.).
Modernas teorias admitem a origem dos armênios como oriundos dos Bálcãs, parte das tribos trácio-frígias, que atravessaram o Helesponto no século XVIII a.C. e se instalaram na Ásia Menor. Entraram em contacto com os hititas, guerrearam com eles e foram vencidos pelos cimérios, procedentes das margens do mar Negro. Uma parte dos frígios dirigiu-se para o Oriente e A outra se fixou na região chamada Urartu
Em 301, a Armênia se tornou o primeiro país oficialmente cristão do mundo, tomando-o como religião oficial de Estado, quando um número de comunidades cristãs começaram a se estabelecer na região a partir do ano 40. Havia várias comunidades pagãs antes do cristianismo, mas elas foram convertidas por influências de missionários cristãos. Tirídates III (em armênio/arménio: Տրդատ Գ; romaniz.: Trdat III), juntamente com Gregório, o Iluminador (Գրիգոր Լուսաւորիչ) foram os primeiros reguladores oficiais do cristianismo ao povo, conduzindo a conversão oficial do país dez anos antes de Roma emitir sua tolerância aos cristãos por Galério e 36 anos antes de Constantino I ser batizado.
Antes do declínio do reino armênio em 428, muitos armênios foram incorporados no período masdeísta ao Império Sassânida (uma dinastia persa), regido pelo deus Aúra-Masda. Após uma rebelião armênia em 451 (Batalha de Avarair), os armênios cristãos mantiveram sua autonomia religiosa e também autonomia e direito de ser regida por uma Armênia mazdeísta, enquanto o outro império era regido somente pelos persas. Os mazdeístas da Armênia duraram até à década de 630, quando a Pérsia Sassânida foi conquistado pelos árabes do Califado Ortodoxo.

## Armênia Medieval

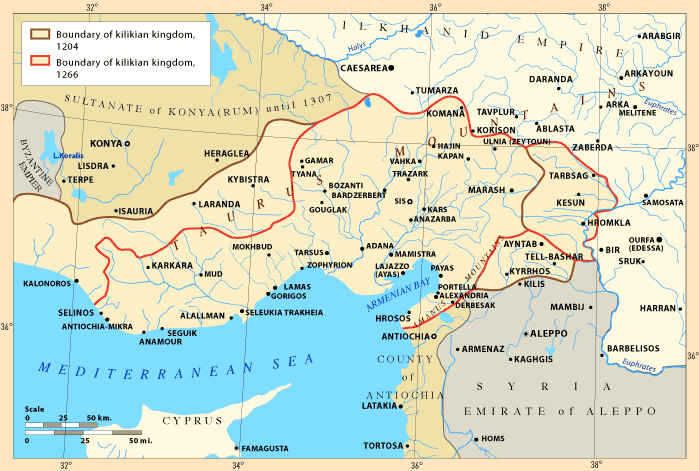
O Reino Arménio da Cilícia, 1199-1375

Após o período masdeísta (428–636), a Armênia emergiu como Emirado da Armênia, com uma relativa autonomia junto ao Califado Omíada reunindo terras armênias previamente anteriormente sob domínio do Império Bizantino. A principal terra era regulada pelo príncipe da Armênia, reconhecido pelo califa e pelo imperador bizantino. O Emirado da Armênia (Arminiyya) incluía partes do que é hoje a Geórgia e Azerbaijão e tinha como capital a cidade armênia de Dúbio (em armênio/arménio: Դվին; romaniz.: Tvin). O Emirado da Armênia terminou em 884, quando os armênios conseguiram a independência do já enfraquecido Califado Abássida.
O Reino da Armênia reemergiu sob a dinastia Bagratúnio (em armênio/arménio: Բագրատունյաց Արքայական Տոհմ; romaniz.: Bagratunyac Arqayakan Tohm), que durou até 1045. Neste tempo, diversas áreas da Armênia bagrátida foram separadas como reinos e principados independentes, como o Reino de Vaspuracânia, regido pela família Arzerúnio, desde que reconhecendo a soberania e supremacia dos reis da Casa dos Bagrátidas.
Em 1045, o Império Bizantino conquistou a Armênia Bagrátida. Os demais Estados armênios também caíram sob o domínio bizantino, o qual teve uma vida curta, pois  em 1071, os turcos seljúcidas derrotaram os bizantinos e conquistaram a Armênia na batalha de Manzicerta, estabelecendo o Império Seljúcida. Para escapar da morte ou da escravidão nas mãos daqueles que assassinaram o rei armênio Cacício II, rei de Ani, um armênio de nome Ruben (depois Ruben I), foi com alguns conterrâneos para os Montes Tauro e fundaram Tarso, na Cilícia. O governador bizantino do palácio deu-lhes o abrigo, o que deu origem ao Reino Armênio da Cilícia. Este reino foi a salvação dos armênios, uma vez que a Grande Armênia fora devastada pelos invasores.
Nos anos 1100, os príncipes da família nobre armênia dos Zacáridas estabeleceram uma semi-independência dos principados armênios do norte e da Armênia oriental (que passou a chamar-se Armênia Zacárida). A família nobre dos orbeliânidas compartilhava com os Zacáridas o controle em várias partes do país, especialmente em Siunique e Vaiose Zor.

## Domínio estrangeiro

A Armênia persa entre os anos de 387 e 591

Durante a década de 1230, o Ilcanato conquistou o principado dos Zacáridas, assim como o resto da Armênia. Os invasores mongóis vieram seguidos de outras tribos da Ásia Central, em um processo que durou da década de 1200 até 1400. Após incessantes invasões, cada uma trazendo muita destruição, a Armênia ficou enfraquecida. Durante o século XVI o Império Otomano e o Império Safávida dividiram a Armênia entre si. Mais tarde, em 1813 e 1828, o Império Russo incorporou a Armênia oriental (que consistia em Erevã e as terras de Carabaque, na Pérsia).

### A Armênia sob domínio do Império Otomano
A Armênia tornou-se parte integrante do Império Otomano com o reinado de Selim II (r. 1524–1574). A anexação tinha sido iniciada no século anterior, quando Maomé II, o Conquistador ofereceu apoio otomano para iniciar o Patriarcado Armênio de Constantinopla. Esta situação perdurou por 300 anos até que a guerra russo-turca de 1828-1829, quando a parte oriental do território foi cedida ao Império Russo. A parte restante, também conhecida como Armênia Ocidental ou Armênia Otomana, prosseguiu sob o domínio otomano até ao final da Primeira Guerra Mundial.
Sob o jugo otomano, os armênios tiveram relativa autonomia em seus próprios enclaves e viviam em relativa autonomia com os demais grupos constituintes do império (incluindo os turcos). Entretanto, os cristãos viviam em um sistema social muçulmano estrito.[carece de fontes?] Os armênios enfrentaram uma discriminação persistente que se intensificou no século XIX. Quando reivindicaram maiores direitos, o sultão Abdulamide II, em resposta, organizou massacres e deportação de armênios entre os anos de 1894 e 1896, que resultaram num número de mortos estimado em 300 mil. Os massacres hamidianos, como ficaram conhecidos, deram a fama Abdulamide de "Sultão Vermelho" ou "Sultão Sangrento".
Quando o Império Otomano entrou em colapso, os Jovens Turcos assumiram o poder em 1908. Os armênios, que viviam em toda a parte do até então Império Otomano, depositaram as suas esperanças no Comitê para a União e o Progresso, criado pelos Jovens Turcos, como caminho para o fim das mortes e perseguições aos armênios e que eles deixariam de ser cidadãos de segunda classe. Porém, o pacote de reformas para os armênios de 1914 apresentaria a solução definitiva para os ensejos armênios e para toda a questão armênia da pior forma possível.

### A Armênia sob domínio do Império Russo
Em 1813 e em 1828, a Armênia actual (que consistia nos canatos de Erevã e de Carabaque) foi temporariamente incorporada no Império Russo. Após a guerra russo-persa de 1826-1828, os territórios históricos da Armênia ficaram sob controle persa, enfocando Erevã e o Lago Sevã, foram incorporadas na Rússia. Sob uma lei russa, a área que corresponde aproximadamente ao território armênio da atualidade foi chamado de "Província de Erevã." Os súditos armênios do Império Russo viveram em relativa segurança, em comparação com os otomanos, onde os enfrentamentos com tártaros e curdos seriam frequentes até ao início do século XX.
Durante o século XIX e início do XX, os russos desenvolveram um ambicioso plano de expansão nos territórios da Armênia, a fim de chegar ao Mediterrâneo. Isto provocou um novo conflito entre russos e otomanos, que finalmente culminou na Guerra russo-turca de 1828-1829. No rescaldo da guerra o Império Otomano cedeu uma pequena parte da tradicional pátria armênia ao império russo. Esta área é conhecida como Armênia Oriental, enquanto a Armênia Ocidental permaneceu sob soberania otomana.

## Primeira Guerra Mundial
Com o advento da Primeira Guerra Mundial, o Império Otomano e o Império Russo ocuparam o Cáucaso durante a "Campanha Persa". O novo governo turco começou a olhar para os armênios com dúvidas e suspeitas devido sobretudo ao fato do Império Russo ter em seu exército um contingente de voluntários armênios. Em 24 de abril de 1915, cerca de 600 intelectuais armênios foram presos e exterminados a mando de autoridades otomanas e com a lei Tehcir de 29 de maio de 1915, uma grande parcela da população armênia que vivia na Anatólia começou a ser deportada e privada de seus bens, em um processo que levou à morte de cerca de 1,5 milhões de armênios.

## Genocídio armênio

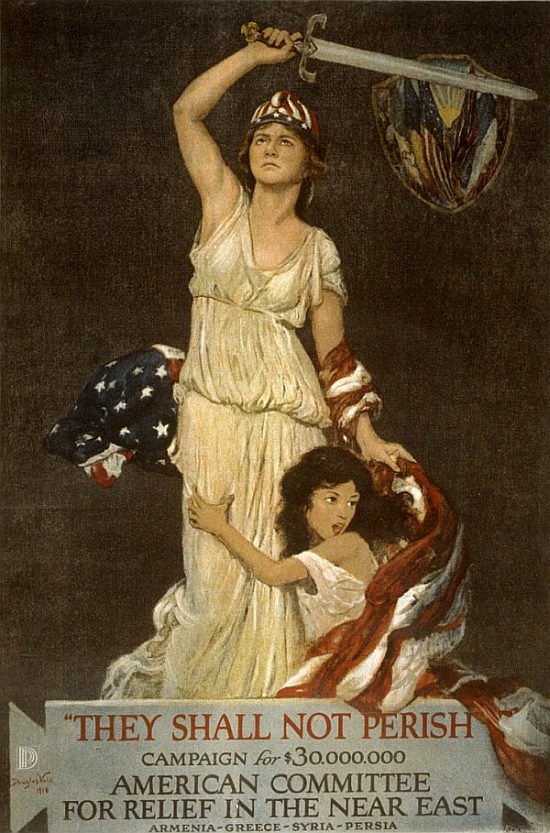
O povo dos Estados Unidos contribuíram com um montante significativo de ajudas aos armênios durante o Genocídio armênio. Este cartaz de 1918 do Comité de Socorro no Próximo Oriente diz "eles não perecerão."

Em 1915, o Império Otomano realizou sistematicamente o genocídio armênio. Este genocídio foi precedido por uma onda de massacres nos anos 1894-1896, e por outro em 1909 em Adana. Em 1915, com a Primeira Guerra Mundial em curso, os turcos otomanos acusaram os (cristãos) armênios como responsáveis por se aliarem com a Rússia, e toda a população armênia passa a ser tratada como um inimigo dentro de seu império em uma onda de limpeza étnica.
Os acontecimentos de 1915 a 1923 são considerados pelos arménios e pela grande maioria dos historiadores ocidentais como um assassinato em massa promovido pelo Estado. As autoridades turcas, no entanto, sustentam que as mortes foram o resultado de uma guerra civil, acompanhada das doenças e da fome, com baixas de ambos os lados.
O número exato de mortes é difícil de se estabelecer. Estima-se pelas muitas fontes que cerca de um milhão e meio de armênios pereceram em campos de concentração, o que exclui os armênios que podem ter morrido de outras maneiras. A maioria das estimativas coloca o número total de óbitos entre 600 mil (pelos estudiosos ocidentais).

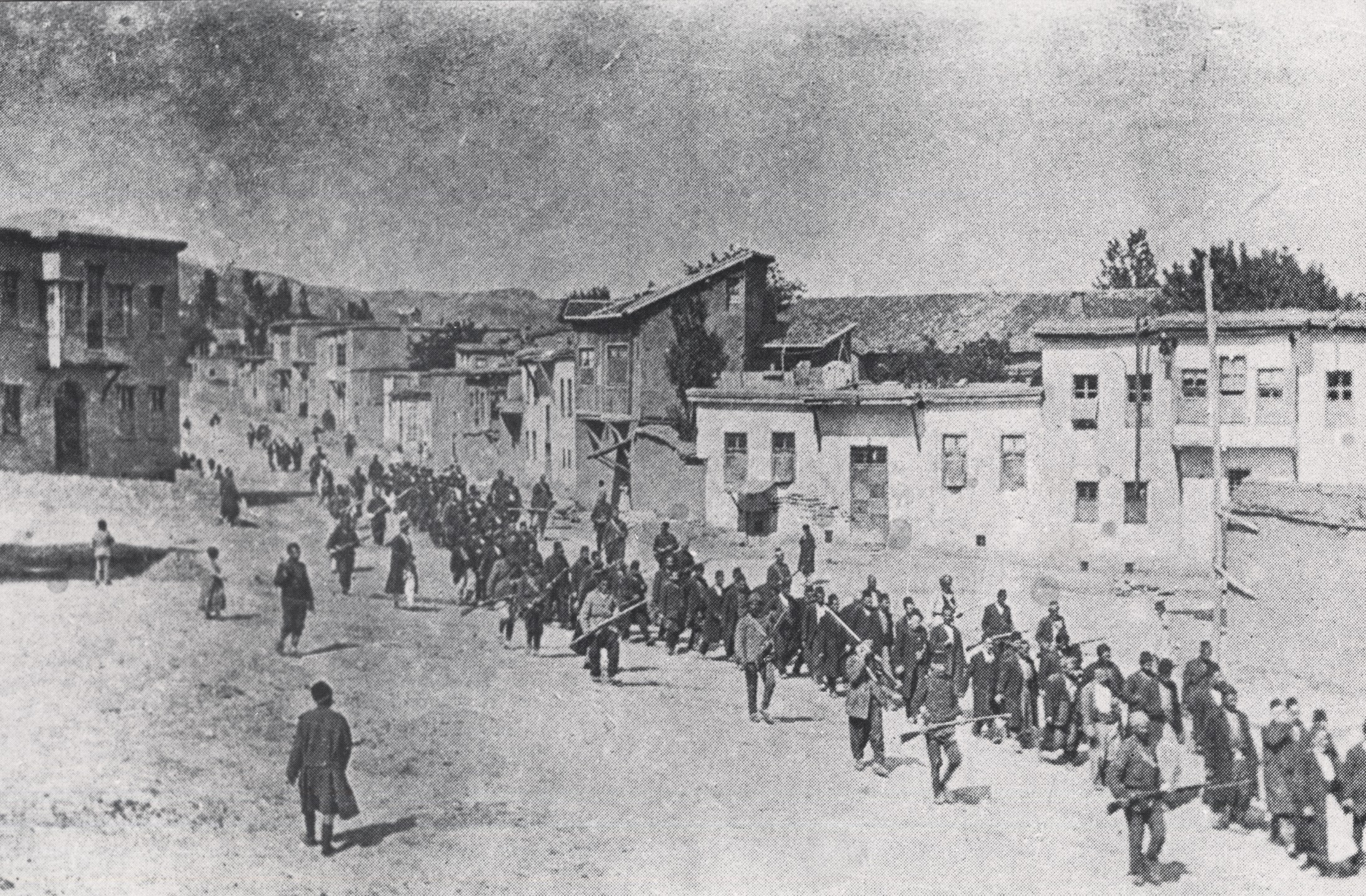
Civis armênios sendo deportados durante o Genocídio armênio

Esta limpeza étnica realizada pelo İttihat ve Terakki não foram só feitas contras os armênios, as políticas de limpeza étnica foram realizadas também contra os gregos e assírios (Ver: Genocídio Grego e Genocídio Assírio). Este ato de limpeza étnica foi feito pelos turcos otomanos com o objetivo de "turquificar" o Império Otomano completamente. Esses atos de genocídio não se deram apenas a partir de 1915 até 1918, mas antes e depois também. A Armênia Ocidental foi devastada e despovoada, e o povo armênio perdeu inúmeras riquezas e tesouros culturais de valor incalculável.

## República Democrática da Armênia
A chamada República Democrática da Armênia foi o primeiro estado moderno armênio. Surgiu em 1918 com o colapso do Império Russo após a Revolução Russa de 1917 e após a dissolução da República Socialista Federativa Soviética Transcaucasiana. A nova república fazia fronteira com a República Democrática da Geórgia, ao norte, a República Democrática do Azerbaijão ao leste, o Império Qajar ao sul, e o Império Otomano, a oeste. Rapidamente o país encontrou-seem guerra com todos os seus vizinhos exceto a Pérsia, em resultado de conflitos de limites fronteiriços. Estes conflitos resultaram na perda de 50% do seu território original.
No final da Primeira Guerra Mundial, foi decidido dividir o Império Otomano. Assinado entre as Forças Aliadas e o Império Otomano em Sèvres, em 10 de agosto de 1920, o Tratado de Sèvres prometeu manter a existência da RDA e unir a ela os territórios da antiga Armênia turca. Por causa das novas fronteiras da Armênia que estavam a ser criadas pelo presidente norte-americano Woodrow Wilson, a Armênia otomana é também conhecida como "Armênia Wilsoniana." Se considerou a possibilidade de se transformar a Armênia em um protetorado sob a tutela dos Estados Unidos. Porém, o tratado foi rejeitado pelo Movimento Nacional Turco, e nunca entrou em vigor. O movimento liderado por Mustafa Kemal (Atatürk), usou o tratado como a ocasião para declarar-se o governo legítimo da Turquia, em substituição da monarquia com capital em Istambul, para uma república com capital  em Ancara.
Em 1920, a Armênia e as forças nacionalistas turcas se enfrentaram na Guerra Turco-Armênia, um violento conflito que terminou com o Tratado de Alexandropol, no qual os armênios entregaram a maior parte das armas e suas terras para os turcos. Ao mesmo tempo, a Armênia foi invadida pelo Exército Vermelho, o que levou à criação de uma dominação soviética na Armênia, em Dezembro de 1920. Durante vários meses, nacionalistas armênios permaneceram controlando Alto Carabaque, que foi ocupada pelos comunistas. O Tratado de Alexandropol, assinado por funcionários armênios anteriores (demitidos após o estabelecimento do domínio soviético), nunca foi ratificado pelo novo governo comunista.

## Era soviética

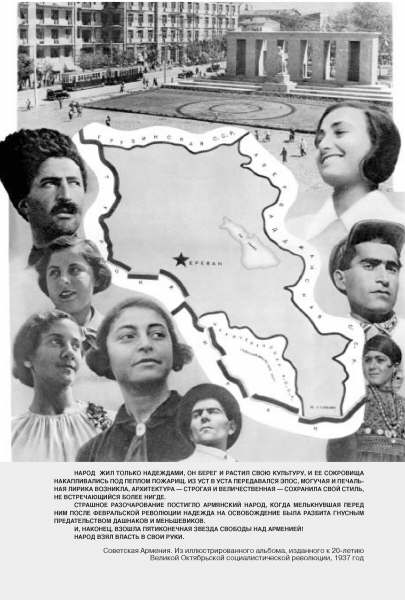
Cartaz na língua russa de propaganda soviética de 1937 enaltecendo os libertadores soviéticos da Armênia

Em 1922, o país foi incorporado à União Soviética como parte da República Socialista Federativa Soviética Transcaucasiana, a curto prazo, juntamente com a Geórgia e Azerbaijão. O Tratado de Alexandropol foi então substituído pelo Tratado de Carse, entre a Turquia e a União Soviética. Nele, a Turquia cedia a província de Ajária à União Soviética em troca da soberania sobre os territórios de Carse, Ardacane e Eder. A Armênia atual não reconhece este tratado como legítimo, porque os armênios não foram envolvidos no mesmo. Atualmente a Armênia não tem reivindicações territoriais sobre as províncias que passaram depois para a Turquia.
A República Soviética Transcaucasiana existiu de 1922 até 1936, quando foi dividida em três repúblicas distintas: República Socialista Soviética da Armênia, República Socialista Soviética do Azerbaijão, incluindo a região autónoma de Alto Carabaque e República Socialista Soviética da Geórgia. Os armênios desfrutaram de um período de relativa estabilidade sob domínio soviético. Receberam medicamentos, alimentos e outras disposições a partir de Moscou e a dominação comunista revelou-se um "bálsamo calmante" em contraste com os agitados anos finais do Império Otomano. A situação era difícil para a Igreja, devido às medidas anticlericais do domínio soviético. Após a morte de Lenin, Stalin tomou as rédeas da URSS, e começou uma época de medo e de terror renovado para armênios. Tal como ocorreu com outras minorias étnicas e com os russos, passou pelo Grande Expurgo de Stalin, durante o qual dez mil armênios foram deportados ou executados. Os receios diminuiriam quando Stalin morreu em 1953 e Nikita Khrushchev emergiu como o novo líder soviético.
O período de Gorbachev na década de 1980 foi marcado pela tensão desenvolvida entre a Armênia e o Azerbaijão sobre o território de Alto Carabaque. Na sequência do golpe de agosto de 1991 na URSS, realizou-se um referendo sobre a questão da secessão. Após uma votação esmagadora a favor da plena independência foi proclamada em 21 de setembro de 1991. No entanto, o seu reconhecimento internacional não ocorreu até o procedimento formal da dissolução da União Soviética em 25 de dezembro de 1991.

## Guerra de Alto Carabaque

A região após o cessar fogo de 1994. As forças armênias além de controlarem Alto Carabaque (fronteiras em vermelho), controlavam quase 9% do território do Azerbaijão (em marrom) fora do antigo Oblast Autónomo de Alto Carabaque; e forças azeris controlam Shahumian e partes do leste de Martacerta e Martuni (em amarelo)

A Armênia continua envolvida num longo conflito com o Azerbaijão sobre a soberania de Alto Carabaque, um enclave povoado em sua maioria por armênios que foi incluído por Josef Stalin, no então Azerbaijão soviético. A Armênia e o Azerbaijão começaram a lutar pelo enclave em 1988 e a guerra chegou "as vias de fato" em 1991,quando ambos países declararam a sua independência da União Soviética . Em Maio de 1994, quando um cessar-fogo foi implementado, as forças armênias controlavam não só a área de Alto Carabaque mas também uma pequena área do próprio Azerbaijão. As economias de ambos os lados foram extremamente afetadas pelo conflito, já que ambos não conseguiram resolver de forma pacífica os conflitos, já que houve embargos e bloqueios mútuos e consequentemente as economias de ambos estagnaram por muitos anos.
Nos primeiros anos do século XXI a Armênia enfrentou grandes dificuldades. Mesmo assim, apesar dos altos índices de desemprego, conseguiu fazer algumas melhorias econômicas, entre as quais, conseguiu se tornar completamente uma economia de mercado. Desde 2007,se posiciona como a 32ª nação mais economicamente livre no mundo. Suas relações com a Europa, o Oriente Médio e os outros países da Comunidade dos Estados Independentes têm permitido o aumento do comércio no país.Suprimentos essenciais, além de gás e óleo chegam por meio de duas fronteiras: a República Islâmica do Irã e a Geórgia país com que Erevã demonstra relações cordiais.